# Vysokoškolský diplom

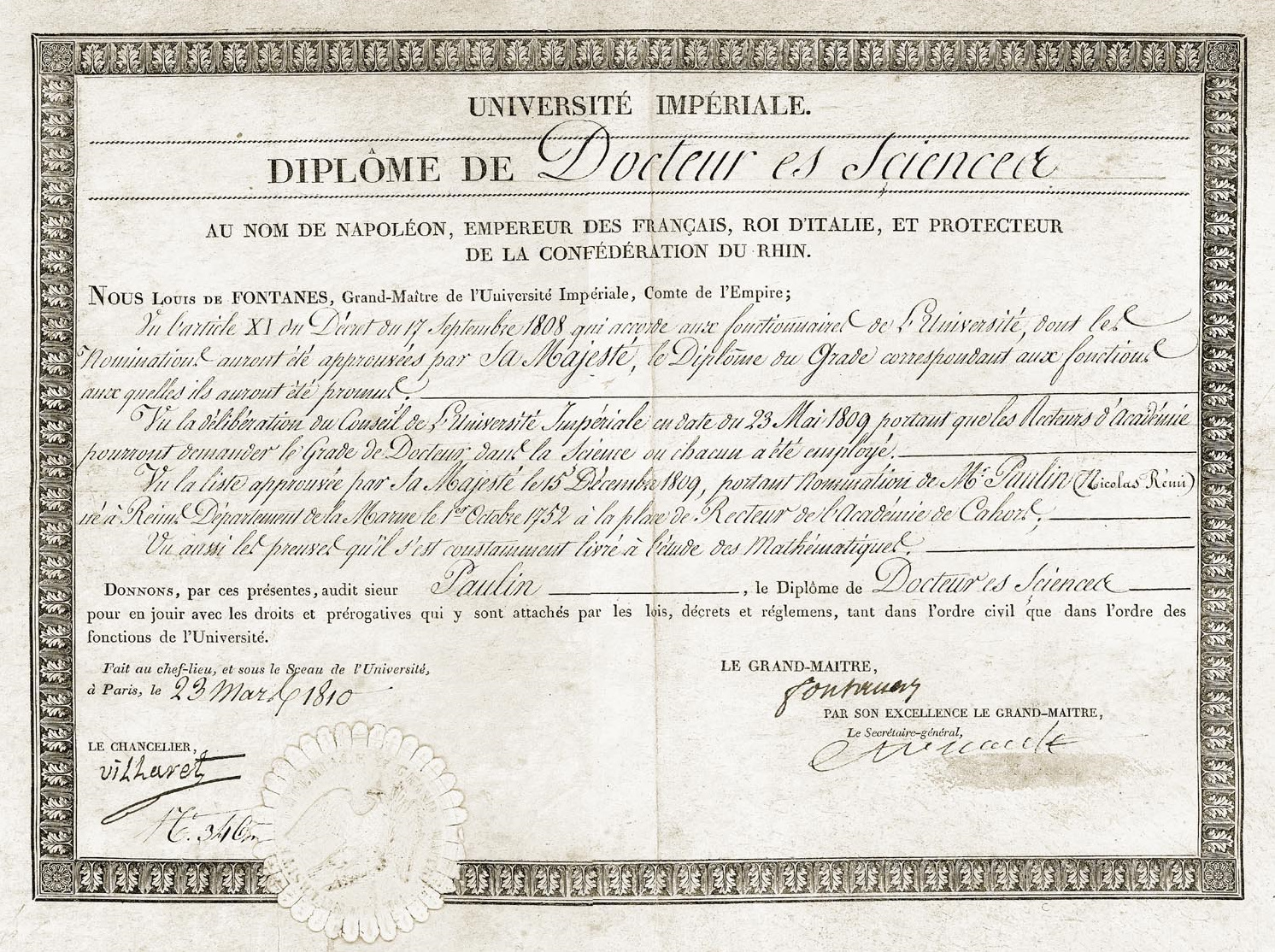
Vysokoškolský diplom z roku 1810

Vysokoškolský diplom je dokladem o absolvování studijního programu. Tedy o určitém formálním vzdělání, resp. nabytí určité formální kvalifikace (blíže ISCED). Studijní program může být absolvován v příslušném studijním oboru, nebo patří do příslušné oblasti vzdělávání. Vysokoškolský diplom obsahuje označení dané vysoké školy i uděleného titulu apod. Zpravidla je vydáván při slavnostním akademickém ceremoniálu (promoci). Spolu s ním může být také vydáván dodatek k diplomu (diploma supplement), který obsahuje vícejazyčné a podrobnější údaje o absolvovaném studijním programu (výpis všech zkoušek a zápočtů včetně hodnocení) a který díky tomu přispívá k uznání získané kvalifikace na mezinárodní úrovni. Oba doklady získané v ČR jsou opatřeny státním znakem České republiky.
Dle zákona se český vysokoškolský diplom, stejně jako dodatek k němu, považuje za veřejné listiny ve smyslu občanského zákoníku, a proto se předem předpokládá jeho autenticita i pravdivost, ledaže by byl prokázán opak. Padělání a pozměňování veřejné listiny je pak chráněno zákonem, jde o trestný čin. Krom uvedených dokladů o vysokoškolském studiu (vysokoškolský diplom, dodatek k diplomu) se dle českého zákona vedle nich též za další doklady o tomto studiu uvádějí průkaz studenta (např. ISIC), výkaz o studiu (tzv. vysokoškolský index), doklad o vykonaných zkouškách a potvrzení o studiu.

## Červený diplom
Tzv. „červený diplom“ je označení pro vysokoškolský diplom v červených deskách (podle nich toto hovorové označení), který může získat absolvent vysoké školy při splnění určitých podmínek definovaných vnitřním předpisem vysoké školy nebo její části – typicky fakulty či vysokoškolského ústavu. Ostatní, obyčejné či standardní, vysokoškolské diplomy, které jsou při slavnostních akademických ceremoniálech – promocích – předávány, pak oproti červeným vysokoškolským diplomům, mají desky standardní barvy, např. modré. Podmínky k udělení červeného diplomu jsou většinou vymezeny příslušným vnitřním předpisem. V podstatě se tak jedná o studenta, přesněji absolventa, který „prospěl s vyznamenáním,“ tedy splnil za dobu studia určité podmínky. Podmínky pro získání červeného diplomu mohou být upraveny různě, jednou z několika podmínek např. může být to, že průměrná klasifikace studenta nepřevýšila hodnotu 1,5 na standardní klasifikační stupnici ECTS atd. Červený diplom též bývá zpravidla úzce spjat s možností díky svým výborným studijním výsledkům pobírat během studií stipendium; student (následně tedy absolvent), který později tento diplom obdrží, tak většinou během studia může pobírat i příslušné stipendium, prospěchové, mimořádné či jiné.